# Kanton Belleville-en-Beaujolais
Der Kanton Belleville-en-Beaujolais (früher Belleville) ist seit 1790 ein französischer Wahlkreis im Département Rhône in der Region Auvergne-Rhône-Alpes. Er umfasst 28 Gemeinden im Arrondissement Villefranche-sur-Saône und hat seinen Hauptort (frz.: bureau centralisateur) in Belleville-en-Beaujolais.

## Gemeinden
Der Kanton besteht aus 27 Gemeinden mit insgesamt 37.190 Einwohnern (Stand: 2022) auf einer Gesamtfläche von 338,08 km²:
| Gemeinde                        | Einwohner 1. Januar 2022 | Fläche km² | Dichte Einw./km² | Code INSEE | Postleitzahl |
| ------------------------------- | ------------------------ | ---------- | ---------------- | ---------- | ------------ |
| Beaujeu                         | 2.103                    | 17,85      | 118              | 69018      | 69430        |
| Belleville-en-Beaujolais        | 13.767                   | 22,86      | 602              | 69019      | 69220        |
| Cenves                          | 393                      | 26,48      | 15               | 69035      | 69840        |
| Cercié                          | 1.135                    | 4,94       | 230              | 69036      | 69220        |
| Charentay                       | 1.269                    | 13,78      | 92               | 69045      | 69220        |
| Chénas                          | 534                      | 8,18       | 65               | 69053      | 69840        |
| Chiroubles                      | 416                      | 7,32       | 57               | 69058      | 69115        |
| Corcelles-en-Beaujolais         | 993                      | 9,30       | 107              | 69065      | 69220        |
| Dracé                           | 1.178                    | 14,87      | 79               | 69077      | 69220        |
| Émeringes                       | 278                      | 3,01       | 92               | 69082      | 69840        |
| Fleurie                         | 1.351                    | 13,94      | 97               | 69084      | 69820        |
| Juliénas                        | 883                      | 7,56       | 117              | 69103      | 69840        |
| Jullié                          | 496                      | 9,88       | 50               | 69104      | 69840        |
| Lancié                          | 1.082                    | 6,60       | 164              | 69108      | 69220        |
| Lantignié                       | 851                      | 7,40       | 115              | 69109      | 69430        |
| Les Ardillats                   | 616                      | 23,10      | 27               | 69012      | 69430        |
| Marchampt                       | 452                      | 17,74      | 25               | 69124      | 69430        |
| Odenas                          | 943                      | 9,02       | 105              | 69145      | 69460        |
| Quincié-en-Beaujolais           | 1.382                    | 22,05      | 63               | 69162      | 69430        |
| Régnié-Durette                  | 1.159                    | 11,72      | 99               | 69165      | 69430        |
| Saint-Didier-sur-Beaujeu        | 603                      | 14,62      | 41               | 69196      | 69430        |
| Saint-Étienne-la-Varenne        | 783                      | 6,96       | 113              | 69198      | 69460        |
| Saint-Lager                     | 1.051                    | 7,74       | 136              | 69218      | 69220        |
| Taponas                         | 908                      | 7,64       | 119              | 69242      | 69220        |
| Vauxrenard                      | 315                      | 19,19      | 16               | 69258      | 69820        |
| Vernay                          | 117                      | 5,59       | 21               | 69261      | 69430        |
| Villié-Morgon                   | 2.132                    | 18,74      | 114              | 69267      | 69910        |
| Kanton Belleville-en-Beaujolais | 37.190                   | 338,08     | 110              | 6903       | –            |

Bis zur Neuordnung gehörten zum Kanton Belleville-en-Beaujolais die 13 Gemeinden Belleville, Cercié, Charentay, Corcelles-en-Beaujolais, Dracé, Lancié, Odenas, Saint-Georges-de-Reneins, Saint-Jean-d’Ardières, Saint-Lager, Saint-Étienne-des-Oullières, Saint-Étienne-la-Varenne und Taponas. Sein Zuschnitt entsprach einer Fläche von 140,86 km2. Er besaß vor 2015 einen anderen INSEE-Code als heute, nämlich 6905.

## Veränderungen
2019:
- Fusion Belleville und Saint-Jean-d’Ardières → Belleville-en-Beaujolais
- Fusion Avenas, Monsols (Kanton Thizy-les-Bourgs), Ouroux (Kanton Thizy-les-Bourgs), Saint-Christophe (Kanton Thizy-les-Bourgs), Saint-Jacques-des-Arrêts (Kanton Thizy-les-Bourgs), Saint-Mamert (Kanton Thizy-les-Bourgs) und Trades (Kanton Thizy-les-Bourgs) → Deux-Grosnes

## Politik
| Vertreter im Départementsrat | Vertreter im Départementsrat      | Vertreter im Départementsrat |
| Amtszeit                     | Namen                             | Partei                       |
| ---------------------------- | --------------------------------- | ---------------------------- |
| 1994–2015                    | Bernard Fialaire                  | UDF                          |
| 2015–                        | Bernard Fialaire Évelyne Geoffray | UDI                          |